# Dagfinn Nilsen
Dagfinn Nilsen (30 aprile 1920 – 8 agosto 1998) è stato un calciatore norvegese.

## Carriera

### Club
Nilsen ha vestito la maglia dell'Odd Grenland Ballklubb dal 1951 al 1957.

### Nazionale
Ha disputato un incontro con la nazionale norvegese (Jugoslavia-Norvegia 4-1 del 25 giugno 1952) senza riuscire a segnare. Ha preso parte ai Giochi olimpici del 1952 di Helsinki, senza scendere in campo.